# Plivanje na Olimpijskim igrama
Plivanje na Olimpijskim igrama jedan je od najbrojnijih sportova na programu, kako po broju sudionika, tako i po broju natjecateljskih disciplina. Pojavilo se u muškoj konkurenciji na programu prvih Olimpijskih igara 1896. u Ateni. Plivanje u ženskoj konkurenciji ušlo je u program na Olimpijskim igrama 1912. u Stokholmu.
Broj natjecateljskih disciplina u plivanju mijenjao se od igara do igara. Na prvim igrama u Ateni 1896. bile su samo četiri discipline, a u Pekingu 2008. održala su se plivačka natjecanja u 34 discipline (17+17). 
Na prvim četirima Olimpijskim igrama natjecanja se nisu održavala u bazenima, nego u otvorenim vodama (1896. Sredozemno more; 1900. rijeka Seine; 1904. umjetno jezero). Plivačke utrke Olimpijskih igara 1904. bile su jedine koje su se ikada mjerile u jardima, umjesto uobičajenim metrima. Bazen od 100 metara izgrađen je za Olimpijske igre 1908. i nalazio se u središtu ovala glavnog stadiona. Olimpijske igre 1912., održane u stockholmskoj luci, označile su početak električnog mjerenja vremena.
Muški plivači nosili su kupaće kostime za cijelo tijelo sve do 1940-ih, što je uzrokovalo veći otpor u vodi nego njihovi moderni kupaći kostimi. Također, tijekom godina dizajn bazena smanjio je otpor. Neka razmatranja dizajna dopuštaju smanjenje otpora plivanja što čini bazen bržim kao što su: odgovarajuća dubina bazena, eliminacija valova, eliminacija strujanja, povećana širina trkaćih staza i oluka koji apsorbiraju energiju te korištenje drugih inovativnih hidrauličkih, akustičkih, rasvjetnih i dizajna kupaćih kostima.
Olimpijske igre 1924. bile su prve koje su koristile standardni bazen od 50 metara s označenim stazama (standard koji je ostao do danas). U slobodnom stilu, plivači su prvotno skakali s ruba bazena, a plivački blokovi prvi su put uključeni na Ljetnim olimpijskim igrama 1936. godine. Kolut je razvijen 1950-ih. Naočale za plivanje prvi put su dopuštene 1976.
Natjecanja leptirnim stilom nisu se održavala sve do 1956. Prethodna pravila dopuštala su leptirni stil u utrkama prsnog stila. Nakon 1956. godine, kada su ta pravila promijenjena, leptir je u potpunosti postao zasebna disciplina.
Ženska štafetna utrka 4 × 200 metara slobodno dodana je 1996. — muška štafetna utrka na toj udaljenosti održavala se od 1912.; zanimljivo, pobjedničko vrijeme za žensku štafetu 4 × 200 metara slobodno 1996. bilo je više od dvije minute brže od muške štafete 4 × 200 metara slobodno 1912. Na šest Igara muškarci su imali dvije štafete slobodnim stilom, dok su žene imale jednu. Počevši od 1996. oba spola imaju po dvije. Mješovite štafete (4 × 100 metara) nisu se održavale za muškarce ili žene do 1960., ali su se od tada nastavile na svim Igrama. Mješovita štafeta 4 × 100 metara mješovito (2 žene i 2 muškarca) dodana je u program Olimpijskih igara 2020. godine.
Počevši od 2008., i muškarci i žene natječu se u plivačkim maratonima na 10 km na otvorenim vodama.

## Galerija
- Plivanje na OI 1952.
- Poštanska marka Rumunjske posvećena plivanju na OI 2004.
- Plivanje na OI 2012.
- Plivanje na OI 2016.